# گیرمو اسکالادا
گیرمو اسکالادا (اسپانیایی: Guillermo Escalada‎؛ ‏۲۴ آوریل ۱۹۳۶ – ۲۱ ژوئن ۲۰۲۳) بازیکن فوتبال اهل اروگوئه بود.
از باشگاه‌هایی که وی در آنها بازی کرده‌، می‌توان به باشگاه فوتبال ناسیونال، باشگاه فوتبال جیمناسیا لاپلاتا، و باشگاه فوتبال مونته‌ویدئو واندررز اشاره کرد.
وی همچنین در تیم ملی فوتبال اروگوئه بازی کرده‌است.